# Багиров, Аллахверди Теймур оглы
Аллахверди Теймур оглы Багиров (азерб. Allahverdi Teymur oğlu Bağırov; 22 апреля 1946, Агдам, Азербайджанская ССР — 12 июня 1992, при въезде в село Аранзамин, Нагорный Карабах) — азербайджанский военнослужащий, бывший игрок и главный тренер агдамского футбольного клуба «Карабах», участник Первой карабахской войны, командир войсковой части имени Эльдара Багирова. Национальный герой Азербайджана.

## Биография
Аллахверди Теймур оглы Багиров родился 22 апреля 1946 года в городе Агдам. Аллахверди стал долгожданным сыном в семье, в которой до него родились семь дочерей, и в честь этого получил имя Аллахверди, что означает «дарованный Аллахом». В 1965 году Багиров окончил среднюю школу № 1 города Агдам, после чего стал серьёзно увлекаться спортом и впоследствии стал известным в Агдаме футболистом. Являлся главным тренером агдамского футбольного клуба «Карабах».

### Футбольная карьера

Футболисты агдамского футбольного клуба «Карабах» и его тренер Аллахверди Багиров (справа)

С детства Аллахверди увлекался футболом, лёгкой атлетикой и волейболом. Выступал за агдамский «Карабах» (тогда команда называлась «Мэхсул»), где играл в качестве нападающего под номером «5». Брат Аллахверди Багирова Эльдар Багиров (1951—1991) также играл за «Карабах» и был защитником. В 1970 году во время матча Агдам — Джебраил за кубок «Золотой колос» (азерб. Qızıl sünbül) в городе Физули Аллахверди Багиров был капитаном команды.
С 1966 по 1983 год Багиров был тренером Агдамской детско-юношеской спортивной школы и работал в футбольном клубе «Карабах». В 1976 году был избран главным тренером футбольного клуба «Карабах». В 1991 году участвовал в игре между ветеранами футбольных клубов «Карабах» и «Нефтчи», которая завершилась со счётом 1:1. Единственный гол агдамской команды принадлежал Багирову, выступавшему под номером «5».
Бывший футболист Мушфиг Гусейнов вспоминал об Аллахверди Багирове:
Моим первым тренером был покойный Национальный Герой Аллахверди Багиров. Аллахверди муаллим [учитель] больше научил нас быть честными, чем футболу. Он проделал огромную работу для того, чтобы подготовить нас к самостоятельной жизни. Он действительно был хорошим примером для игроков.
По словам Захида Гараева, бывшего футболиста «Карабаха», подопечного Багирова и впоследствии его боевого товарища, Аллахверди был как очень строгим, так и очень заботливым тренером. Перед каждым матчем Багиров говорил игрокам: «Утром сыграем и выиграем!». Он берёг своих игроков, следил, чтобы всё необходимое (еду, воду и т. д.) они получали вовремя. Во время выездных матчей Багиров перед сном проверял комнату каждого игрока, следя за тем, на месте ли они и всё ли у них в порядке. Но если какой-то игрок опаздывал утром на тренировку, то Багиров, согласно Гараеву, наказывал игрока и не допускал его.

### В начале Первой карабахской войны
Аллахверди Багиров присоединился к Народному движению в 1988 году с первых дней Карабахского конфликта и стал одним из его самых активных деятелей.
После событий Чёрного января 1990 года Аллахверди организовал в Агдаме добровольческий батальон, бойцы которого принимали участие в обороне ряда сёл Агдамского района.
В августе 1991 года Аллахверди был ранен в ногу своим соратником и другом детства Джафаром Имамалиевым в результате конфликта, когда Багиров встал на сторону Рагима Газиева, будущего министра обороны республики.
1 октября 1991 года под командованием Аллахверди Багирова и его брата Эльдара Багирова в Агдаме были сформированы военные части Национальной армии Азербайджана. Командиром Агдамского территориального батальона самообороны № 845 был назначен Эльдар Багиров. Батальон численностью 760 человек получил название «Сыны Отечества». Депутат Верховного Совета Азербайджана Эльдар Багиров, подписавший в том же году акт «О Государственной независимости Азербайджанской Республики», был таинственным образом убит перед домом своей сестры в 4-м микрорайоне города Баку, когда возвращался с заседания Верховного Совета. После смерти Эльдара Багирова батальону было присвоено его имя, а командиром батальона стал Аллахверди. Также после смерти Эльдара Аллахверди Багиров перестал брить бороду. В годы войны Багиров имел прозвище Годжа Гартал (азерб. Qoca Qartal — старый орёл).
В январе 1992 года батальон, который состоял из 150 солдат, под командованием Аллахверди Багирова преодолел вражеские силы в деревне Нахичеваник и даже смог дойти до Аскеранской крепости и занять все вершины деревни Пирджамал. Также батальон Багирова установил позицию напротив села Кятук. За героизм, которую проявил Аллахверди во время этой двухчасовой операций, он был удостоен награды имени генерала Мухаммеда Асадова.

### Участие в возвращении пленных и жертв Ходжалинской резни
Во время Ходжалинской резни батальону Аллахверди Багирова близ Аскерана удалось спасти сотни жителей города. Багиров внёс большой вклад в вывоз с поля боя тел погибших во время Ходжалинской резни и освобождения азербайджанских пленных в обмен на тела и пленных армянских военнослужащих. Аллахверди Багиров через командира армянского батальона в Аскеране Виталия Баласаняна за три дня спас от плена более 1003 жителей Ходжалы. По словам Баласаняна, в Ходжалы он передал азербайджанцам 1250 человек. Азербайджанских пленных Багиров принимал на кладбище Гарагаджи в Агдамском районе, привозил на автобусах и передавал их родным.

Первая встреча Аллахверди Багирова (слева) и Виталия Баласаняна (в центре). Командиры ведут переговоры по поводу передачи азербайджанского гражданского населения из Ходжалы азербайджанской стороне. 28 февраля 1992 года

Именно в результате переговоров Аллахверди Багирова с Виталием Баласаняном у военных операторов Сеидаги Мовсумова и Чингиза Мустафаева появилась возможность провести съёмку с места Ходжалинской резни. Так, по словам тогдашнего телеоператора минобороны Азербайджана Сеидаги Мовсумова, он вместе с командиром агдамского батальона Аллахверди Багировым поехал к блокпосту на Аскеранской дороге. После переговоров с противником Багиров встретился с Баласаняном. Это была первая встреча Аллахверди Багирова с Виталием Баласаняном, состоявшаяся 28 февраля 1992 года, через два дня после Ходжалинской резни. Багиров сказал Баласаняну, что его бойцы хотят собрать тела и провести видеосъёмку. Поначалу Баласанян не соглашался на съёмку, но затем Багирову удалось уговорить армянского командира; при условии, что двое армянских военных будут следовать с азербайджанцами до конца и никакие съёмки не будут проводиться без их разрешения. Багиров согласился, после чего Мовсумов с несколькими людьми Багирова сели в машины армянских военных и вместе с двумя грузовиками поехали в сторону Ходжалы. В тот день бойцам батальона Багирова удалось вынести также тело коменданта Ходжалинского аэропорта Алифа Гаджиева. Также в тот день в 10 часов вечера первая группа ходжалинских азербайджанцев, в основном женщины и дети, была отправлена в Агдам.
Впоследствии Баласанян вспоминал о Багирове:
Наше знакомство и общение, однозначно, принесли пользу и мне, и ему. В те дни мы решали сотни вопросов. Людей, которые по тем или иным причинам оказывались на территории противника, мы могли возвращать при помощи Аллахверды. Из их тюрем мне удалось вызволить немало людей. Аллахверды был очень ответственным человеком: не было случая, чтобы я позвонил ему по какому-либо вопросу, и этот вопрос не был бы решен. Случалось, что наши раненые ребята оказывались на их стороне, и радист сообщал мне об этом. Я связывался с Аллахверды, и нам сразу возвращали раненых. Он не допускал, чтобы дело доходило до убийства наших людей.
Военный корреспондент Эмин Эминбейли рассказывал, что однажды при обмене пленных Багиров неожиданно обнял одного из пленных армян и сказал прямо в камеру, что много лет играл с ним в футбол за одну команду. Армянский солдат ответил Багирову, что он очень надеется больше не оказаться с ним по разные стороны фронта.

### Последующие операции и гибель
В течение 1992 года Аллахверди Багиров помогал жителям находящихся в окружении сёл Агдамского района, доставляя продовольствие.
3 мая 1992 года Багирову удалось получить информацию о том, что 8 числа армянские силы собираются захватить Шушу. Передав эту информацию в государственные органы, Аллахверди Багиров вызвал в штаб пятерых солдат и вместе с ними начал разрабатывать план действий.
12 июня 1992 года батальон Багирова принимал участие во взятии сёл Аранзамин, Нахичеваник, Даграз, Мирикенд, Пирджамал. Он верил, что сумеет со своим батальоном дойти до Степанакерта. Однако, при возвращении из Нахичеваника после проверки поста, машина УАЗ, в которой находился Аллахверди, подорвалась на противотанковой мине при въезде в село Аранзамин; трое остались в живых, но он и водитель погибли. Узнав о гибели Багирова, командир Аскеранского батальона Виталий Баласанян связался с азербайджанскими военными по рации и спросил, действительно ли погиб Аллахверди. Когда услышал, что это правда, Баласанян очень расстроился и обругал азербайджанцев: «Как же вы не уберегли такого человека?».
Указом президента Азербайджанской Республики Абульфаза Эльчибея № 476 от 24 февраля 1993 года командиру войсковой части имени Эльдара Багирова Багирову Аллахверди Теймур оглы за личное мужество и отвагу, проявленные во время защиты территориальной целостности Азербайджанской Республики и обеспечения безопасности мирного населения, было присвоено звание Национального Героя Азербайджана (посмертно). Медаль «Золотая Звезда» Национального героя вручил супруге Багирова уже президент Азербайджана Гейдар Алиев.

### Похороны и судьба могилы Багирова
Багиров был похоронен в родном Агдаме, на Аллее шахидов города. В то время большинство погибших в Карабахе хоронили на Аллее шахидов в Баку. Сразу после смерти Багирова, в Баку на Аллее шахидов даже заготовили могилу для него, но по определённым причинам семья решила похоронить Аллахверди рядом с его братом, Эльдаром Багировым, в Агдаме. А в той могиле был похоронен журналист Чингиз Мустафаев, который погиб спустя несколько дней после Багирова. После взятия города армянскими силами Аллея была разрушена.
20 ноября Вооружённые силы Азербайджана, в соответствии с подписанным главами Азербайджана, Армении и России заявлением о прекращении огня в Нагорном Карабахе, завершившим возобновившиеся осенью 2020 года боевые действия, вступили на территорию Агдамского района и президент Азербайджана Ильхам Алиев в прямом эфире объявил о полном переходе территории района и города Агдам под контроль Азербайджанской армии. А уже 27 ноября дочери Аллахверди Багирова офицеры Зумруд Багирова и Айнур Багирова посетили могилу отца спустя 27 лет. Могила Национального героя была благоустроена.

## Семья
Первая жена — русская (род. в Агдаме; развелись), сын Эльшан Багиров (род. 1970, капитан офицер запаса).
Вторая жена — Валида Багирова. Дочери Зумруд Багирова, полковник-лейтенант Государственной пограничной службы Азербайджана, Айнур Багирова, капитан медицинской службы Государственной пограничной службы Азербайджана.

## Память
- В 1992 году был создан артиллерийский дивизион, которому присвоили имя Аллахверди Багирова.
- В Агдаме, в селе Кузанлы есть барельеф Национального героя Азербайджана.
- 25 февраля 2014 года в Парке Национальных Героев, в Бинагадинском районе города Баку воздвигнут бюст.

## Награды
- 1992 — награда генерала Магомеда Асадова
- 1993 — Национальный герой Азербайджана
- 1993 — медаль «Золотая Звезда»